# Vickers Vanguard

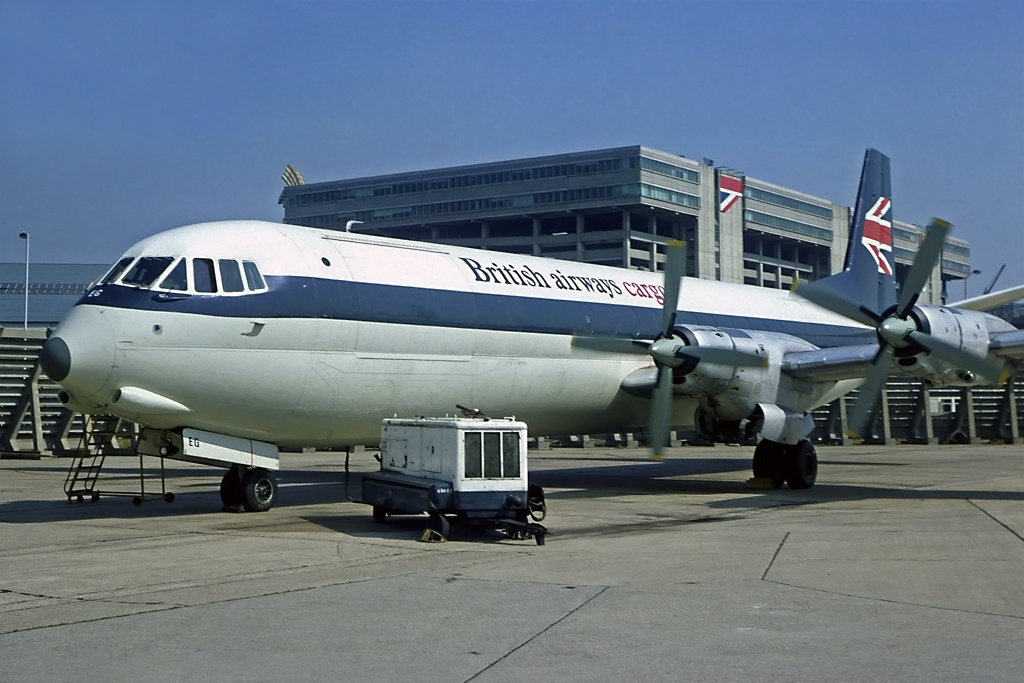
Vickers Merchantman in de kleuren van British Airways Cargo

De Vickers Vanguard is een door vier turbopropmotoren aangedreven verkeersvliegtuig, gebouwd door Vickers-Armstrong. Het ontstond uit de behoefte van zowel British European Airways als Vickers-Armstrong zelf voor een grotere, snellere opvolger van de Vickers Viscount. BEA wenste een toestel met een snelheid van 425 mijl per uur (680 km/h) dat 93 passagiers kon vervoeren over afstanden tot 500 mijl (800 km). Vickers vond dat het een veel groter vliegbereik moest hebben, om te kunnen concurreren op de markt; daarom ontwierp het een toestel dat een vliegbereik had van 2500 mijl (4000 km). Een van de vereisten van BEA was een grote vrachtcapaciteit; om dit te bereiken werd het nieuwe toestel gebouwd met een "double-bubble" romp, met de passagierscabine in de bovenste helft en een grote bagage- en vrachtruimte van 36 m³ eronder.

## Levensloop
Het prototype van de Vanguard (model V.950) vloog voor het eerst op 20 januari 1959. BEA bestelde 20 serie-exemplaren (model V.951) en Trans-Canada Air Lines, de voorloper van Air Canada, bestelde 23 exemplaren van het model V.952, dat zwaarder was en met krachtigere Rolls-Royce Tyne motoren was uitgerust. BEA wijzigde haar bestelling later: zes V.591 bleven behouden en de andere 14 toestellen werden aangeduid als V.953. Deze hadden hetzelfde startgewicht als de Canadese versie maar hadden de minder sterke Tyne 506-motoren.
De eerste V.951 vloog op 22 april 1959. Onverwachte problemen met de Tyne-motoren hielden het programma een tijd op; in oktober 1960 kwamen nieuwe motoren beschikbaar en kon het testprogramma hervat worden. Op 2 december 1960 kreeg de Vanguard een type-certificatie en op 17 december startte BEA met de eerste testvluchten. Regelmatige vluchten werden vanaf 1 maart 1961 uitgevoerd. De eerste Vanguards voor de Canadese luchtvaartmaatschappij werden in december 1960 voltooid en TCA kon reeds op 1 februari 1961 met lijnvluchten beginnen.
Ondanks talrijke demonstratievluchten in verschillende landen kreeg Vickers geen nieuwe bestellingen meer voor de Vanguard. Het turboproptoestel moest het afleggen tegen de nieuwe straalverkeersvliegtuigen zoals de Sud Aviation SE 210 Caravelle, waar zowel luchtvaartmaatschappijen als passagiers de voorkeur aan gaven. De Vanguards werden langzamerhand verwezen naar minder belangrijke routes, charters en vrachtvervoer. Vanaf 1969 liet BEA negen Vanguards ombouwen voor louter vrachtvervoer. BEA en later British Airways noemde deze "Merchantman", waarmee ze tot 1979 vloog. Air Canada bouwde in 1966 een Vanguard om tot vrachtvliegtuig onder de naam "Cargoliner".
De laatste Vanguard werd in 1996 uit dienst genomen.

## Ongevallen
- Op 27 oktober 1965 stortte een Vanguard 951 van BEA neer bij een landingspoging op de luchthaven van London-Heathrow. Alle 36 inzittenden kwamen om het leven.
- Op 2 oktober 1971 stortte een Vanguard 951 van BEA neer te Aarsele (België) (zie Vliegtuigcrash te Aarsele). Alle 63 inzittenden kwamen om het leven.
- Op 10 april 1973 vloog een Vanguard 952 van Invicta International Airways tegen een heuvel in Zwitserland, daarbij kwamen 108 van de 145 passagiers om het leven.
- Op 29 januari 1988 stortte een Vanguard 953C vrachtvliegtuig van Inter Cargo Services neer vlak na het opstijgen van de luchthaven Toulouse-Blagnac. De 3 bemanningsleden kwamen om het leven.
- Op 6 februari 1989 stortte een Vanguard 952F vrachtvliegtuig van Inter Cargo Services neer na het opstijgen van de luchthaven Marseille-Marignane. De 3 bemanningsleden kwamen daarbij om het leven.